# Santino Ferrucci

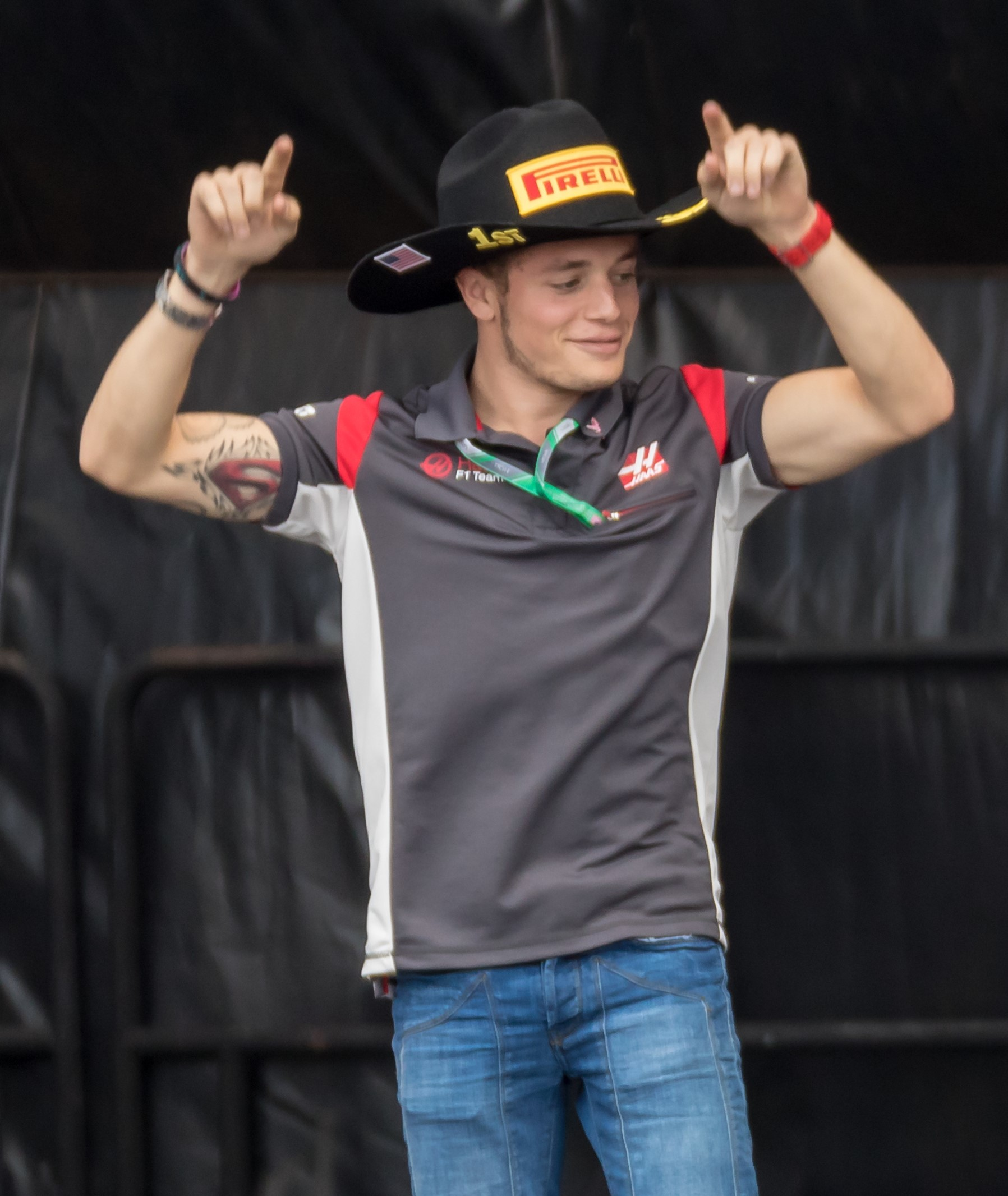
Santino Ferrucci in 2017

Santino Ferrucci (Woodbury, Connecticut, 31 mei 1998) is een Amerikaans autocoureur.

## Carrière

### Karting
Ferrucci begon op vijfjarige leeftijd in het karting op het Oakland Valley Race Park. Hij had een succesvolle kartcarrière, waarbij hij de jongste winnaar ooit werd in de Florida Winter Tour. In de Cadet-klasse van dit kampioenschap is hij tevens de enige coureur die twee opeenvolgende titels behaalde in 2007 en 2008. Hij heeft 31 nationale overwinningen en 90 top vijf-klasseringen in de World Karting Association-, Stars of Karting- en internationale competities.
In 2011 en 2012 werd Ferrucci kampioen in het nationale Rotax-kampioenschap. In 2012 ging hij ook karten in Europa in het CIK-FIA European Karting Championship. Hij behaalde hierin dertien podiumplaatsen.

### Formule 2000
Aan het eind van 2012 stapte Ferrucci over naar het formuleracing. Hij nam hier deel aan de Skip Barber F2000 Winter Series. Bij zijn debuut won hij meteen de eerste twee races met respectievelijk 5 en 9 seconden voorsprong op de nummer twee. Uiteindelijk eindigde hij als elfde in het kampioenschap. In 2013 nam hij deel aan het hoofdkampioenschap van de F2000 Championship Series. Door zijn leeftijd mocht hij pas vanaf de vierde van zeven raceweekenden deelnemen. Ondanks dat eindigde hij in alle races in de top vijf, waaronder vier podiumplaatsen, en eindigde hij als vijfde in het kampioenschap.

### Formule 3
In 2014 maakte Ferrucci zijn debuut in de Formule 3 in het Europees Formule 3-kampioenschap voor het team EuroInternational. Hij wordt de teamgenoot van Riccardo Agostini en Michele Beretta. Ook hier kon hij vanwege zijn leeftijd pas vanaf de vijfde van elf raceweekenden deelnemen. Tevens nam hij voor EuroInternational deel aan het Duitse Formule 3-kampioenschap. In het Europees kampioenschap behaalde hij drie top 10-finishes en werd hij negentiende met 24 punten. In het Duitse kampioenschap stond hij op de Hockenheimring op het podium en werd hij tiende met 33 punten.
In 2015 begon Ferrucci zijn seizoen in de Nieuw-Zeelandse Toyota Racing Series bij het team Giles Motorsport. Hij won één race tijdens het laatste raceweekend op het Manfeild Autocourse en werd hierdoor achter Lance Stroll en Brandon Maïsano derde in het kampioenschap met 765 punten. Later dat seizoen keerde hij terug naar de Europese Formule 3, waarbij hij de overstap maakte naar kfzteile24 Mücke Motorsport. Op Spa-Francorchamps behaalde hij zijn enige podiumplaats van het seizoen, waardoor hij elfde werd in de eindstand met 91 punten. Aan het eind van het seizoen werd hij zesde in de Grand Prix van Macau.

### GP3
In 2016 maakte Ferrucci de overstap naar de GP3 Series, waar hij voor het nieuwe team DAMS ging rijden. Hij kende een moeilijke start van het jaar, maar in de tweede helft van het seizoen eindigde hij regelmatig in de punten met een derde plaats op Spa-Francorchamps als hoogtepunt. Met 36 punten eindigde hij op de twaalfde plaats in het klassement.
In 2017 bleef Ferrucci in de GP3 rijden voor DAMS. Na drie raceweekenden stapte hij uit het kampioenschap met een negende en een achtste plaats tijdens het eerste raceweekend op het Circuit de Barcelona-Catalunya als beste resultaat.

### Formule 2
In 2017 maakte Ferrucci zijn debuut in de Formule 2 bij het team Trident als vervanger van Callum Ilott vanaf het raceweekend op de Hungaroring. In zijn eerste race behaalde hij direct twee kampioenschapspunten met een negende plaats. In zijn tweede weekend op Spa-Francorchamps behaalde hij nog twee punten met een negende plaats en werd zo 22e in het eindklassement.
In 2018 rijdt Ferrucci zijn eerste volledige Formule 2-seizoen als coureur bij Trident, maar werd voor het einde van het seizoen uit het team gezet nadat hij zijn teamgenoot Arjun Maini opzettelijk van de baan duwde en tijdens het rijden zijn mobiele telefoon gebruikt.

### Formule 1
In 2016 werd Ferrucci, naast zijn GP3-campagne, aangesteld als ontwikkelingscoureur bij het Formule 1-team van Haas. Voor dit team mocht hij op 13 juli dat jaar debuteren tijdens een test op Silverstone.